# SpaceCamp
SpaceCamp (bra: Space Camp - Aventura no Espaço, ou SpaceCamp - Aventura no Espaço) é um filme norte-americano de 1986, dos gêneros aventura e ficção científica, dirigido por Harry Winer e estrelado por Kate Capshaw, Lea Thompson, Kelly Preston, Tom Skerritt, Tate Donovan, Larry B. Scott e Joaquin Phoenix.

## Sinopse
Astronauta é escalada para treinar um grupo de estudantes num curso de férias organizado pela NASA, mas o ônibus espacial é lançado acidentalmente, e eles enfrentarão grandes desafios para retornar à Terra.